# Собор Рождества Христова (Верея)
Собор Рождества Христова — православный храм в городе Верея Наро-Фоминского района Московской области. Относится к Наро-Фоминскому благочинию Одинцовской епархии.

## История
Считается, что собор Рождества Христова на Городище (то есть, в Верейском кремле) был построен в честь участия дружины старицкого князя Владимира Андреевича во взятии Казани, в 1552 году, но надпись на соборе гласила: «Божию милостью по благословению Преосвященного митрополита Макария всея Руси заложена сия церковь Рождества Бога Спаса нашего Иисуса Христа в лето 7060 года от сотворения мира при державе Благоверного царя и Великого князя Владимира Андреевича и его матери Благоверной княгини Ефросинии», то есть, в 1552 году собор был только заложен. Есть сведения, что распоряжение о строительстве храма дал лично Иван Грозный.
Изначально белокаменный собор архитектурно представлял собой четырёхстолпный объём с трёхчастной апсидой и перспективными порталами с килевидными завершениями на северном и южном фасадах. Впоследствии храм неоднократно перестраивали, в 1729—1734 годах были разобраны своды и сооружена верхняя часть в форме восьмерик на четверике, в конце XVII века была пристроена трапезная с приделами.
Колокольня в стиле классицизма построена в 1802 году и была украшена значительно богаче основного здания. В 1815 году, в древней части собора, похоронили генерала Ивана Дорохова, героя Отечественной войны 1812 года.
В 1918 году красноармейцы разорили захоронение и снесли памятник Дорохову, в 1924 году храм закрыли. В 1999 году храм возвращён общине, начались восстановительные работы, 26 декабря 2000 года митрополитом Крутицким и Коломенским Ювеналием проведено первое богослужение и перезахоронены останки генерала Дорохова.